# Ominous Bloodline
Ominous Bloodline är det maltesiska brutal death metal-bandet Beheadeds tredje studioalbum, utgivet i mars 2005 på Unique Leader Records.
Det är bandets första och enda album med gitarristen Chris Mintoff, som ersatte originalmedlemmen David Bugeja, tillika det enda med vokalisten Melchior Borg.

## Låtlista
1. "Crowned with Repression" – 4:12
2. "Esoteric Kin" – 3:37
3. "Conceived to Dominate" – 4:35
4. "Vaults of Ageless Pain" – 4:20
5. "Depths of Sore" – 1:39
6. "Ominous Bloodline" – 4:57
7. "Ill Remains" – 4:14
8. "Scourging Repudiation" – 3:37
9. "Rooted in Profundity" – 5:26

## Medverkande
Musiker
- Melchior Borg – sång
- Omar Grech – gitarr
- Chris Mintoff – gitarr
- David Cachia – basgitarr
- Chris Brincat – trummor

Produktion
- David Vella – producent, inspelningstekniker
- Colin Davis – mastering
- David Bugeja – låttexter
- Omar Grech – låttexter
- Toshihiro Egawa – omslagskonst
- Darren Grech – foto